# جوليو هينريك
جوليو هينريك (بالبرتغالية: Julião Henriques Neto‏) (مواليد 16 أغسطس 1981) هو ملاكم برازيلي، مثّل بلاده في الألعاب الأولمبية الصيفية 2012.

## روابط خارجية
جوليو هينريك على موقع بوكس ريك (الإنجليزية) (registration required)
- جوليو هينريك على موقع أوليمبيديا (الإنجليزية)
- جوليو هينريك على موقع اللجنة الأولمبية البرازيلية (البرتغالية)